# Juffure
Juffure (ook wel Jufureh, Jurufeh, Juffureh of Jufuri) is een plaats in de West-Afrikaanse staat Gambia, aan de noordelijke oever van de rivier de Gambia. De plaats ligt in het district Upper Niumi, binnen de divisie North Bank. In de rivier de Gambia ligt op ongeveer 5 kilometer afstand het eiland Kunta Kinteh met daarop het Fort James. Ten westen van Juffure ligt op 1 kilometer afstand de plaats Albreda.
In 1651 werd een klein stuk land nabij het dorp gehuurd van de koning van Kombo door Jacob Kettler, de hertog van Koerland. Dit stuk land werd een onderdeel van de Koerlandse Gambia, een van de Koerse koloniën. In 1661 werd het gebied door de Britten bezet. Vanwege de goede relatie die er was tussen de Britse kolonisten en de lokale Mandinka, gaf de koning van Niumi de Britten toestemming om een waterput te graven, tuinen aan te leggen en een handelspost te bouwen in Gilliflee, zoals deze plaats ook wel genoemd werd.
Het dorp speelt een rol in Alex Haleys roman Roots: The Saga of an American Family als het dorp van oorsprong van de hoofdpersoon: Haleys voorvader Kunta Kinte.
Juffure heeft ca. 370 inwoners. In 1996 werd een museum opgericht rondom het thema slavenhandel in de 18e en 19e eeuw.

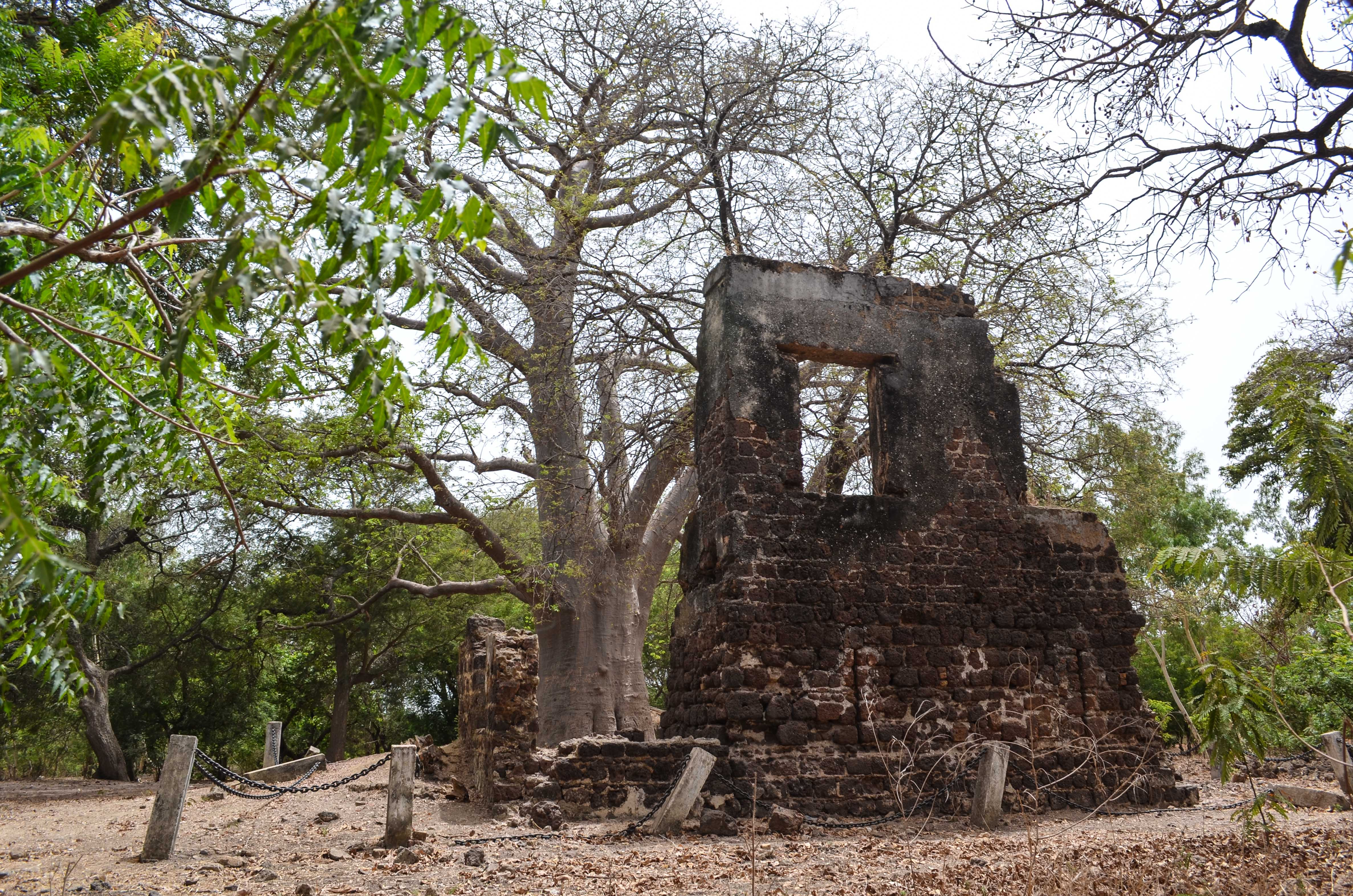
Ruïnes van San Domingo, nabij Juffure